# Descripción de la muy noble y más antigua ciudad de Gibraltar y de su celebrado monte llamado Calpe
La Descripción de la muy nombre y más antigua ciudad de Gibraltar y de su celebrado monte llamado Calpe es un poema compuesto por Fernando Pérez Pericón en 1636 dirigido a la misma ciudad de Gibraltar, en el cual describe con elogios las características geográficas de Gibraltar. La obra fue compuesta a petición de Lope de Vega. Descripción... hasta el día de hoy tuvo solo dos ediciones: la primera en 1636 «con licencia en Madrid en la Imprenta del Reyno» y la segunda en 2012 por el Instituto Cervantes de Gibraltar.

## Ediciones

### Primera edición de 1636
La primera edición fue en 1636 en Madrid por la Imprenta del Reyno. Para poder publicarla, tenía que contar con «licencias, panegíricos y certificaciones de preclaros personajes de la época»: de Juan Espejo, escribano de la Cámara el Rey, de Doctor Juan Pérez de Montalván y de Pedro Calderón de la Barca. El autor tenía que probar con esas aprobaciones, tanto estatales como eclesiástivas, debido al control e intento de evitar la difusión de ideas contrarias y peligrosas a la corona y la iglesia católica. La primera edición de la obra está guardada y custodiada por la Biblioteca Nacional de España.
Varios autores también han escrito sus propios elogios y décimas a la obra de Pérez Pericón, tales como Luis Pacheco de Narváez, Juan Espejo, Gaspar Dávila, Juan Aldrete y Juan Pérez Pericón (hermano del autor).

### Segunda edición de 2012
Han pasado 376 años entre la primera y la segunda edición. La segunda fue obra del Instituto Cervantes de Gibraltar en su primer aniversario de existencia. Esta edición cuenta con notas y explicaciones del escritor e historiador Antonio Torremocha Silva. En esta versión se puede encontrar la obra de Pérez Pericón transcrita a la manera contemporánea con la ortografía actual y el facsímil de ella, el que se encuentra en los fondos de la Biblioteca Nacional.

## Características
Se trata de un romance (llamado romance nuevo) como una composición métrica octosílaba, cuyas estrofas cuentan con cuatro versos, los pares riman en asonante, y los impares quedan sueltos. El género del romance fue ampliamente utilizado en la Edad Media, originariamente transmitidos de forma oral.
Antonio Torremocha Silva clasifica el lenguaje del poema como «elegante y fluido, cargado de simbolismos, con profundas influencias de la literatura y mitología clásicas y de los autores españoles del Renacimiento (...), al mismo tiempo que utiliza frecuentes comparaciones y rotundas metáforas».
La Descripción... es dedicada a «Fénix», es el apodo que le dio Miguel de Cervantes a Lope de Vega, ya que el poema fue compuesto a petición del último.